# Non restraint

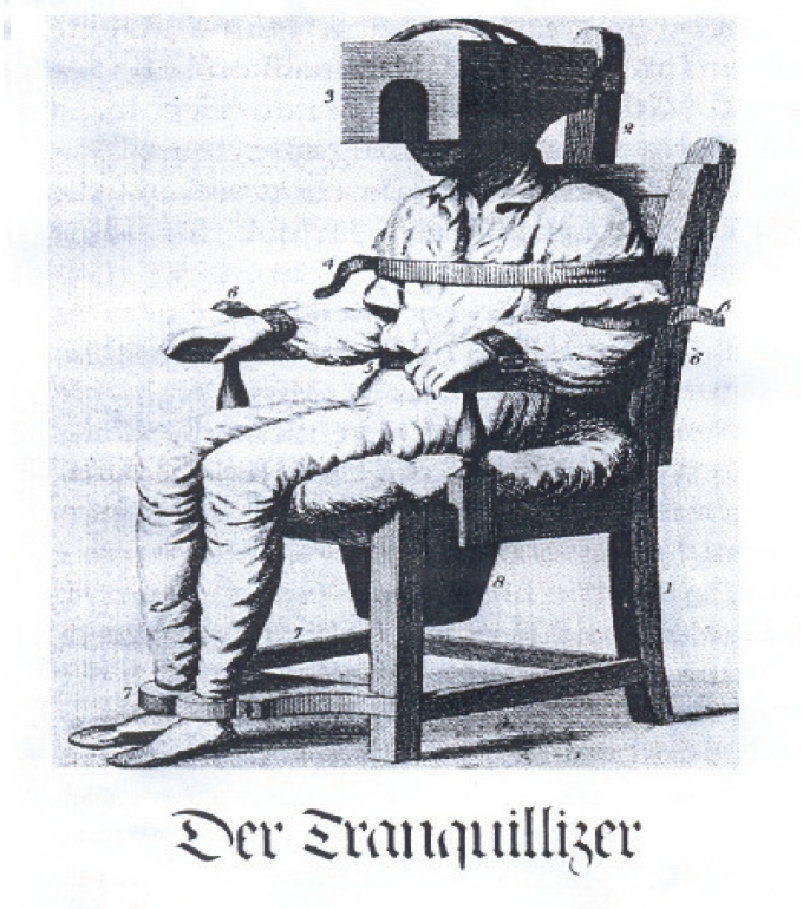
«Tranquilizador»: una «silla de fuerza» utilizada en los hospitales psiquiátricos alemanes alrededor de 1824

Non restraint (traducido al español como no coerción, o también no sujeción, aunque más comúnmente se mantiene en idioma original en la literatura especializada) es un principio rector y un concepto de tratamiento en la historia de la psiquiatría que designa la máxima aplicada por John Conolly en 1839 en el Hanwell Asylum de Inglaterra, consistente en la renuncia a cualquier forma de contención física o mecánica en el tratamiento de los «insanos». 

## Definición.
La contención mecánica se define según la OMS como: "métodos extraordinarios con finalidad terapéutica, que según todas las declaraciones sobre los derechos humanos referentes a psiquiatría, solo resultaran tolerables ante aquellas situaciones de emergencia que comporten una amenaza urgente o inmediata para la vida y/o integridad física del propio paciente o de terceros, y que no puedan conjugarse por otros medios terapéuticos". 
En conclusión, se trata de una aplicación de control reiterada de dispositivos de sujeción mecánica utilizados para limitar la movilidad física, como medida extrema para evitar que se autolesione el propio paciente o lesione a  otras personas que le rodean. 
Generalmente, se aplica de forma excepcional en situaciones de urgencia y contra la voluntad del paciente. Debe enmarcarse dentro de una actuación médica coherente que evalúe la situación previa y general del paciente. 

## Desarrollo del concepto
Aunque el término propiamente tal fue acuñado por Conolly para designar la forma de tratamiento que desde 1839 y por su iniciativa se aplicaba en el asilo de Hanwell y fue ampliamente descrito en una obra suya publicada en 1856, el método tenía antecedentes en los  principios del «tratamiento moral» que ya habían comenzado a aplicarse en otros contextos con anterioridad, en el Retiro de York (1796) por William Tuke, los principios aplicados por Abraham Joly en Ginebra (1787) o en Francia, por Philippe Pinel en 1798.

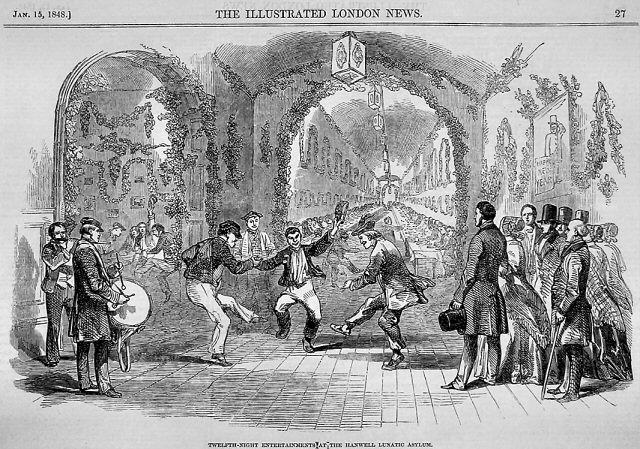
Ilustración de una noticia publicada en The Illustrated London News sobre la celebración de la Noche de Reyes (Twelfth Night) en el Hanwell Asylum en 1848, siete años después de aplicación consecuente del principio de Non restraint

El Hanwell Asylum era una institución de internamiento psiquiátrico privado y ciertamente no estaba al alcance de cualquiera, de modo que solo las familias de mayores recursos financieros podían acceder a estos servicios para internar a sus parientes. Para algunos analistas de la historia de la psiquiatría, estos desarrollos que tuvieron lugar en el siglo XIX en Inglaterra, si bien, por una parte, constituyeron un progreso técnico y teórico para la psiquiatría, también contribuyeron a ampliar la brecha entre los «locos pobres» y los «locos ricos», por otra. Las prestaciones psiquiátricas a nivel de salud pública continuaron aplicando medidas de coerción y castigo.